# Gambino (famiglia)

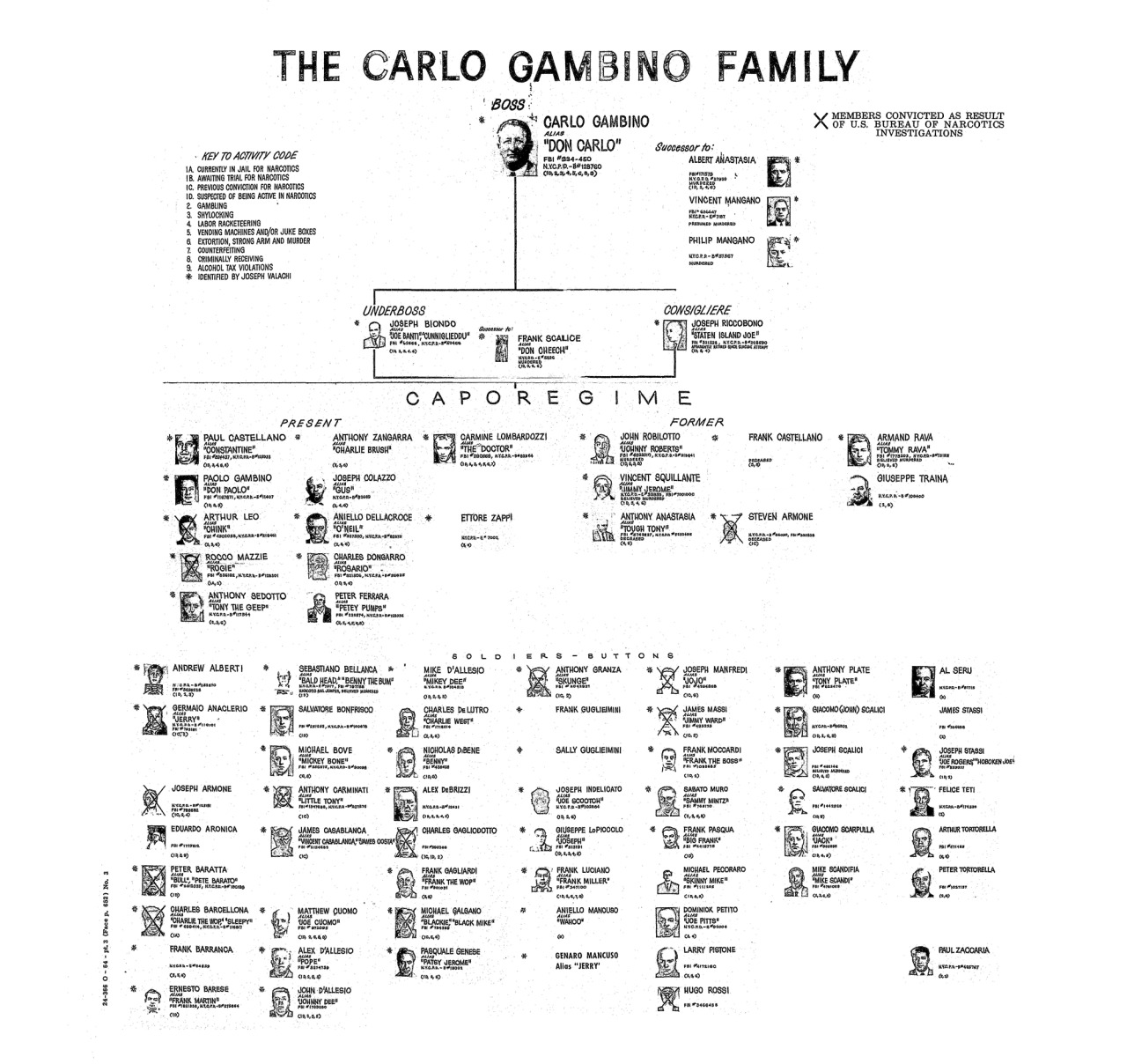
Schema della famiglia usato dalla giustizia statunitense nel 1963.

La famiglia Gambino è una delle cinque famiglie mafiose di New York e una delle più potenti di tutti gli Stati Uniti.

## Storia

### Le origini
Le origini della cosca sono da individuarsi nella banda della Mano Nera guidata da Ignazio Lupo e Giuseppe Morello, che operava nel quartiere di East Harlem. A questi si unisce il mafioso Salvatore D'Aquila, soprannominato semo o Don Turiddu, un potente e influente uomo d'onore della mafia palermitana giunto a Manhattan per allargare il suo lucroso giro d'affari. Nel 1910, Lupo e Morello sono condannati a 30 anni di prigione per contraffazione, e D'Aquila prende il sopravvento. Nel 1917 tra rivalità, omicidi e condanne, la presenza della Camorra nella città scompare e le famiglie di D'Aquila e di Nicola Schirò ne approfittano per estendere la loro influenza nel quartiere di Brooklyn. In questo periodo si ha l'ingresso nell'organizzazione di un altro temuto e rispettato mafioso di Palermo, Al Mineo.

### Proibizionismo
Nel 1920, con l'inizio dell'era del proibizionismo, la banda di Salvatore D'Aquila diventa tra le più potenti di New York entrando in conflitto con quella di Giuseppe "Joe" Masseria. La rivalità porta alla morte di Don Turiddu, assassinato da dei killer di Masseria. Gli succede Al Mineo, il cui vero nome è Manfredi Mineo, che guida la giovane cosca, insieme al suo braccio destro Stefano Ferrigno, dal 1928 al 1930, anno in cui scoppia la guerra castellammarese.
Durante la guerra castellammarese, Mineo e Ferrigno vengono assassinati da una squadra di killer meglio nota come Buster di Chicago. A succedergli è Frank Scalice, membro di spicco del clan, nominato da Salvatore Maranzano, uscito vincitore dal conflitto, il quale istituisce le cinque famiglie, tra cui quella di Scalice. Ma il 10 settembre 1931 Maranzano viene ucciso da uomini assunti da Lucky Luciano e Scalice deve fare un passo indietro dal ruolo di boss per i suoi collegamenti con Maranzano. Don Ciccio, nonostante sia stato declassato da boss a vicecapo, viene lo stesso ucciso nel 1957 presso un mercato ortofrutticolo.

### Cosa Nostra
Luciano istituisce la Commissione per risolvere i conflitti tra le cinque famiglie e nomina Vincent Mangano successore di Scalice, nasce così la Cosa nostra statunitense. Don Vicenzu è anch'egli un noto uomo d'onore già dai tempi della natia Sicilia e guida la famiglia, insieme a suo fratello Philip come consigliere, dal 1931 al 1951, spostando l'attività principale della famiglia dal contrabbando alle scommesse clandestine nel 1933, anno della fine del proibizionismo.
Nell'aprile del 1951 Vincent muore di lupara bianca e anche suo fratello viene trovato morto. Gli succede il suo vice, il calabrese Albert Anastasia, ritenuto responsabile della morte dei due e alleato con Frank Costello. La leadership di Anastasia è piuttosto breve, ovvero dal 1951 al 1957, e caratterizzata da omicidi crudeli che mettono in crisi la commissione. Molti sono i favorevoli alla sua eliminazione, in particolare Vito Genovese, Meyer Lansky e Carlo Gambino, che complottano contro di lui. Anastasia viene assassinato presso il suo barbiere preferito, su ordine del suo vicecapo Carlo Gambino, che ne prende effettivamente il posto.

### Carlo Gambino

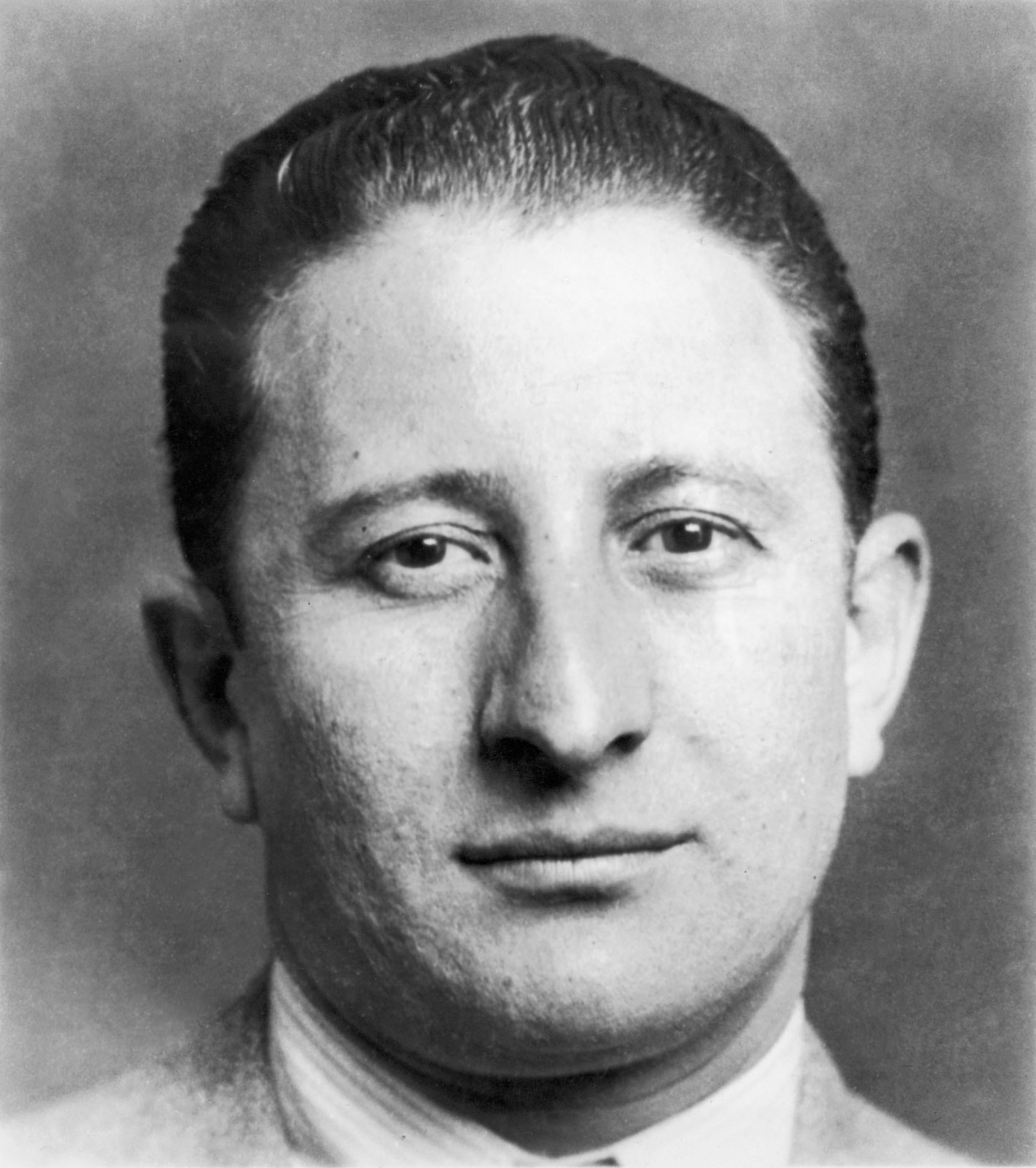
Carlo Gambino, famoso boss mafioso, tra i più potenti degli USA.

La fama della famiglia, infatti, comincia proprio dal carismatico Carlo Gambino che ha diretto per quasi un ventennio l'attività criminale (dalla metà degli anni cinquanta fino alla sua morte, avvenuta per cause naturali, nel 1976); egli, di carattere apparentemente mite e pacato, fu capace di reggere saldamente le fila dell'organizzazione agendo nell'ombra e utilizzando l'astuzia più che la violenza. Legato ai valori tradizionali mafiosi, non fu mai arrestato durante la sua 'reggenza' e pare sia il mafioso che ha maggiormente ispirato il personaggio di Vito Corleone nel romanzo di Mario Puzo sceneggiato nell'omonimo film Il padrino.

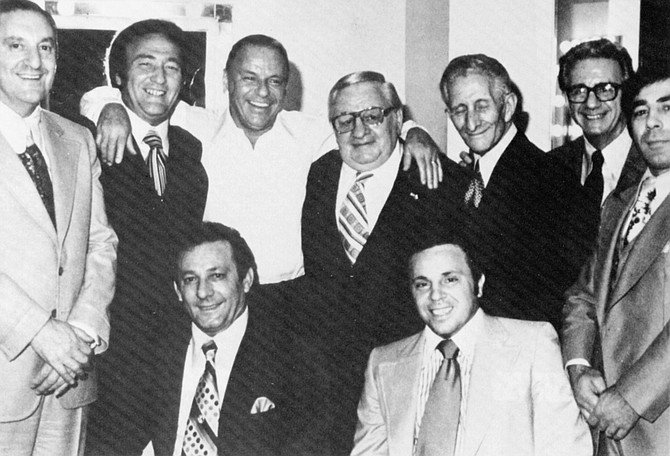
Il cantante Frank Sinatra (sorridente, terzo da sinistra) fotografato insieme a noti esponenti della Famiglia Gambino: Paul Castellano, Gregory De Palma (i primi due a sinistra), Joe Gambino, Richard Fusco (i due seduti in basso), Thomas Marson, Carlo Gambino, Jimmy Fratianno e Salvatore Spatola (gli ultimi quattro a destra). Fotografia del 1976.

All'apice del potere, il clan dei Gambino aveva ai suoi ordini 500 uomini d'onore con 2000 affiliati. Quella dei Gambino si è dimostrata una famiglia dedita al crimine e Thomas Gambino, figlio di Carlo, ha seguito le orme del padre insieme a i fratelli John e Mike.

### Paul Castellano e John Gotti

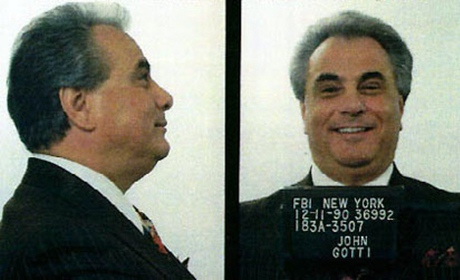
John Gotti

Gambino scelse come successore Paul Castellano, suo cognato, scavalcando il suo vice ufficiale, Aniello Della Croce. Big Pauly non fu mai amato dalla famiglia e, pur essendo un Don raffinato ed elegante, non riuscì mai ad essere all'altezza del suo predecessore in quanto a lungimiranza e doti organizzative. Per paura di attentati e tradimenti soleva dirigere gli affari nella sfarzosa residenza, (ispirata alla Casa Bianca), che aveva fatto costruire a Staten Island. Arrestato nel 1984 a seguito di pedinamenti e intercettazioni dell'FBI, la sua prima preoccupazione che confidò agli agenti fu che non venisse resa pubblica la sua relazione con una cameriera di casa. Con la morte di Della Croce, a capo del clan rivale di Castellano, Big Paul ha i giorni contati. Il giovane John Gotti (con il suo fidato Sammy 'The Bull' Gravano) capisce che tolto di mezzo Castellano sarà lui il nuovo e incontrastato boss della Famiglia Gambino. Il 16 dicembre 1985, nascosto in una macchina parcheggiata nei pressi, Gotti assiste all'esecuzione di Castellano che lui stesso ha ordinato. Big Paul viene freddato da sei colpi di pistola alla testa e al collo mentre sta scendendo di macchina per andare a cena in un rinomato ristorante di Manhattan. Anche il suo autista, nonché vice, Bilotti, viene assassinato. Gotti è il nuovo Don, il boss dei boss della Grande Mela. Ai suoi ordini Gotti aveva una trentina di gruppi per un totale di 350 uomini. Gotti capisce subito che un vero Don ha bisogno del consenso e dell'appoggio popolare. La gente lo adora e lo venera come una divinità. Appare anche sulla copertina di Time. La sua popolarità è alle stelle, al pari di quella di Al Capone. Sfoggia completi da 2000 dollari, rilascia laute mance, ha un sorriso ed una battuta per tutti. Le donne lo adorano (una giornalista arriva ad affermare che la sua camminata è quanto di più sexy possa esistere). Più che un mafioso John Gotti è un fenomeno mediatico. Ma dalle intercettazione e dai filmati dell'FBI un'altra realtà viene a galla. Quella di un uomo sanguinario, rozzo e violento ma allo stesso tempo capace di farsi scivolare addosso tutte le accuse che gli vengono rivolte. Tanto da essere soprannominato il Don di Teflon, come le padelle antiaderenti. Gotti esce vittorioso da ben tre processi negli anni Ottanta, con la folla sempre fuori dal tribunale pronta a festeggiare l'ennesima dichiarazione di innocenza. Ma quando Sammy Gravano nel 1992, suo fidato vice, tradisce per paura che il suo boss faccia ricadere su di lui tutte le accuse, per John Gotti cala definitivamente il sipario. Testimoni affermano che mentre Gravano rivelava alla Corte gli omicidi che il suo boss aveva ordinato, Gotti neanche lo degnasse di uno sguardo. Sprezzante fino alla fine viene condannato al carcere a vita con divieto di libertà condizionata e con una sola ora d'aria al giorno. Morirà di cancro nel 2002. Ai suoi funerali a New York una scia di folla in lacrime renderà omaggio all'ultimo don. Dopo John Gotti il comando è passato a suo figlio Junior e successivamente a suo fratello Peter ma i due non si sono dimostrati all'altezza dell'incarico, e la famiglia Gambino, un tempo l'organizzazione criminale più potente degli Stati Uniti, ha visto il proprio potere molto ridimensionato.

### Anni recenti
Nel febbraio del 2008 è stata duramente colpita dall'Operazione Old Bridge, che ha portato all'arresto di decine di suoi affiliati.
Dal 2015 il presunto boss è stato Frank Calì, assassinato davanti alla sua abitazione il 13 marzo 2019.
Ora la famiglia Gambino ha circa 300 affiliati ed in numero di membri è seconda solo alla famiglia Genovese. Dopo la morte di Calì, si presume che il boss Domenico Cefalù, attualmente in prigione, sia tornato a capo della famiglia e che Lorenzo Mannino, sia diventato il suo reggente.

#### Inchiesta New Bridge
Nel febbraio 2014 la cosca subisce 26 arresti tra Italia e USA per associazione a delinquere di stampo mafioso, traffico internazionale di stupefacenti, spaccio, riciclaggio e altri reati. Accertati collegamenti con la 'ndrina degli Ursino-Simonetta. Tra gli arrestati Franco Lupoi, Raffaele Valente e Nick Tamburello.
Nel dicembre 2014 vengono arrestati 8 boss tra Italia e USA: Francesco Palmeri, detto "Ciccio l'americano" e considerato 'underboss' dei Gambino; Giovanni Grillo, detto "John"; Salvatore Farina, figlio del defunto boss di Cosa Nostra Ambrogio (imputato per l'omicidio del giudice Ciaccio Montalto);  Carlo Brillante; Raffaele Valente; Daniele Cavoto; Michele Amabile; Francesco Vonella. L'operazione conferma ancora vivi i legami con la mafia siciliana.

## Leadership storica

### Boss (ufficiale e reggente)
- 1910-1928 — Salvatore "Totò" D'Aquila[N 1][N 2]
- 1928-1930 — Al Mineo[N 3]
- 1930-1931 — Frank Scalice[N 4]
- 1931-1951 — Vincent Mangano[N 5]
- 1951-1957 — Albert Anastasia[N 6]
- 1957-1976 — Carlo Gambino[N 7]
  - Reggente 1974-1976 — Paul Castellano
- 1976-1985 — Paul Castellano[N 8]
- 1985-2002 — John Gotti[N 9]
  - Reggente 1991-1999 — John Gotti Jr.[N 10]
  - Reggente 1999-2002 — Peter Gotti
- 2002-2011 — Peter Gotti[N 11]
  - Reggente 2002-2005 — Arnold Squitieri[N 12]
  - Reggente 2005-2008 — Nicholas Corozzo[N 13]
- 2011-2015 — Domenico Cefalù
- 2015- 2019 - Frank Calì[N 14]
- 2019-attualmente — Domenico Cefalù
  - Reggente 2019-attualmente Lorenzo Mannino

### Boss di strada
Dal 1999 al 2011, il boss di strada è stato responsabile dell'esecuzione delle attività, anche perché Peter Gotti era sempre più impossibilitato dal guidare la famiglia dalla prigione.
- 1999-2005 — Daniel Marino[N 15]
- 2005-2011 — Jackie D'Amico[N 16]
- 2013-2016 - Anthony Gurino morto 2019, Joseph Juliano.

### Vice-boss (ufficiale e reggente)
- 1928-1930 — Stefano Ferrigno[N 17]
- 1930-1951 — Albert Anastasia[N 18]
- 1951-1957 — Frank Scalice[N 19]
- 1957-1965 — Joseph Biondo[N 20]
- 1965-1985 — Aniello Dellacroce[N 21]
  - Reggente 1974-1975 — James Failla
  - Reggente 1975-1976 — Paul Castellano[N 22]
- 1985 — Thomas Bilotti[N 23]
- 1985-1986 — Frank DeCicco[N 24]
- 1986-1991 — Salvatore Gravano[N 25]
- 1991-1999 — John Gotti Jr.[N 10]
- 1999-2012 — Arnold Squitieri[N 12]
  - Reggente 2002-2005 — Anthony Megale[26]
  - Reggente 2005-2011 — Domenico Cefalù[N 26]
- 2012-2015 — Frank Calì
- 2014-2015 — Francesco Palmeri, detto “Ciccio l'americano”[N 27][25]
- 2015–2017 – Giovanni "John" Gambino[N 28].
- 2018-2019 - Lorenzo Mannino
- 202?-presente - Leonard "Lenny" DiMaria

### Consigliere (ufficiale e reggente)
- 1928-1931 — Giuseppe Triana[N 29]
- 1931–1957 – Frank Scalice[N 19]
- 1951-1957 — Joseph Biondo[N 30]
- 1957-1967 — Joseph Riccobono[N 31]
- 1967-1987 — Joseph Gallo[N 32]
- 1974-1985 — Joseph Armone[N 33]
- 1985-1992 — Frank LoCascio[N 34]
- 1992-2011 — Joseph Corozzo[N 35]
  - Reggente 2008-2011 — Bartolomeo Vernace
- 2011-2017 — Bartolomeo Vernace[N 36]
  - Reggente 2014-2018  — Lorenzo Mannino
  - Reggente 2018-2019 — Michael Paradiso

- 2019-202? - Michael Paradiso
- 202?-attualmente - Lorenzo Mannino

## Attuali capidecina della famiglia
Fazione Brooklyn 
- Joseph "Sonny" Juliano
- John Rizzo
- Dominick "Big D" Cefalù
- Nicholas "Little Nick" Corozzo
- Ernest "Ernie" Grillo
- Leonardo "Silver" Silvestri

 Fazione di Staten Island 
- Frank Camuso
- Carmine Sciandra

 Fazione Queens 
- Thomas Cacciopoli
- Thomas "Monk" Sassano

 Fazione Manhattan 
- Salvatore Franco
- Louis Mastrangelo

 Fazione Bronx 
- Andrew "Andy Campo" Campos

 Fazione New Jersey 
- Nicholas Mitarotonda
- Louis "Bo" Filippelli

Soldati
- Vincent "Little Vinny Dirtbag" Artuso
- Salvatore "Tore" LoCascio
- Alphonse "Funzi" Sisca
- Leonard "Lenny" DiMaria
- Anthony "Sonny" Ciccone
- Blaise Corozzo
- Vincent "Vinny Butch" Corrao
- Gene Gotti
- Richard G. Gotti
- Vincent Gotti
- Michael Murdocco
- Louis "Louie Bracciole" Ricco
- Joseph Sclafani
- Rosario Spatola
- Louis Vallario
- Michael Matterazzo
- Gennaro "Jerry" Bruno
- Andrew Merola
- Michael Roccaforte
- Aniello "Neil" Lombardo
- Paul Semplice

Associati
- Joseph "Joe the German" Watts
- Steven Kaplan
- Anthony Pandrella